# Radbuza
Radbuza (czes. Radbuza, niem. Radbusa) – rzeka w Czechach o długości 109,66 km i powierzchni zlewni 2182,25 km². Prawe źródło Berounki (obok Mže).
Przepływa przez Rybník, Smolov, Bělá nad Radbuzou, Horšovský Týn, Staňkov, Holýšov, Stod, Chotěšov, Zbůch, Dobřany i Pilzno, gdzie zbiega się z Mže, tworząc Berounkę.

## Galeria

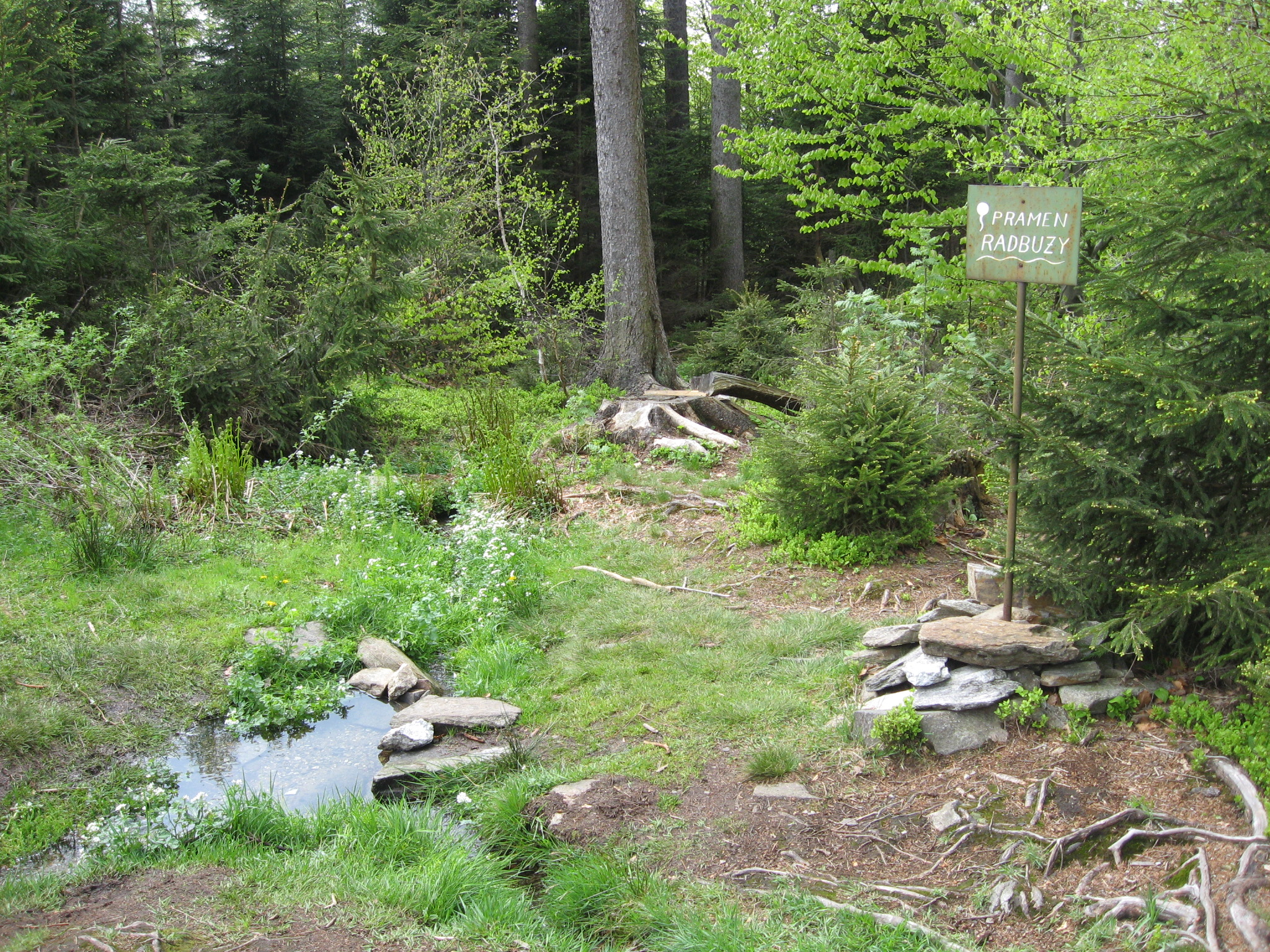
Źródło Radbuzy
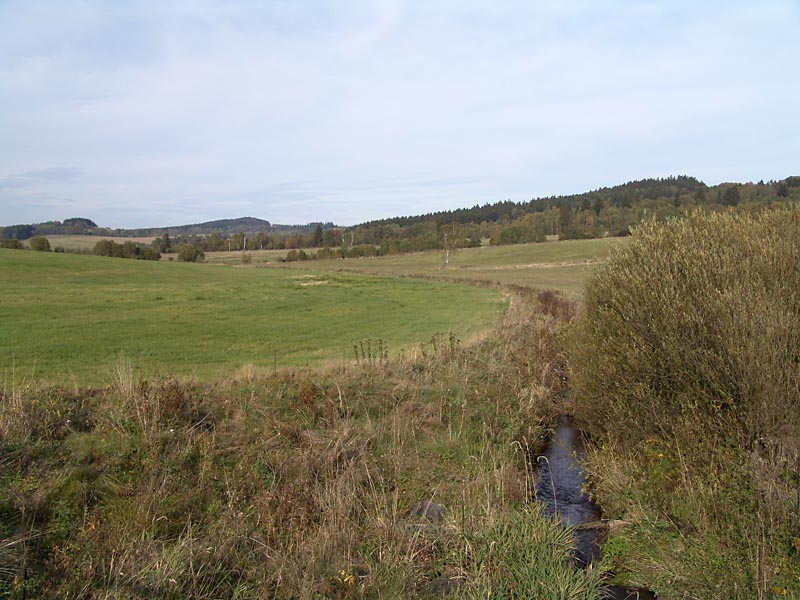
Radbuza kilometr od swojego źródła, blisko Rybníka
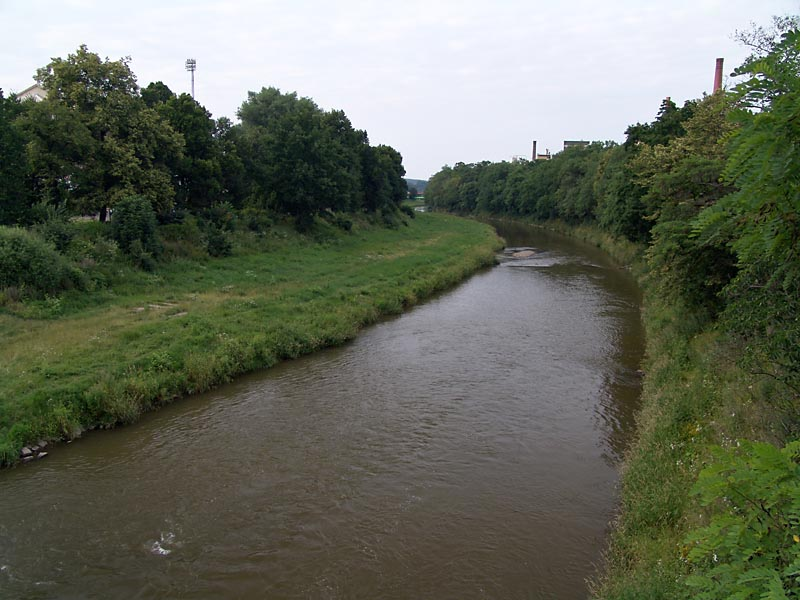
Radbuza kilometr przed zbiegiem z Mže w Pilźnie
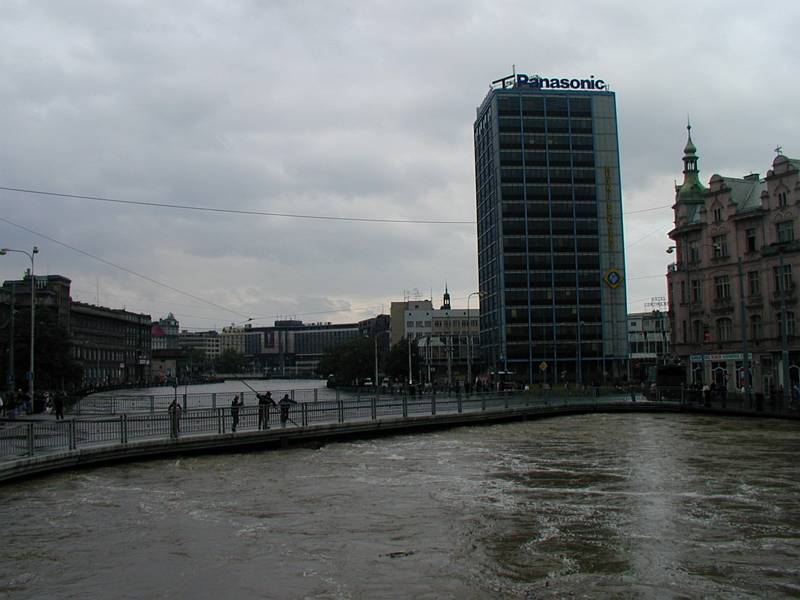
Radbuza w Pilźnie w czasie powodzi w 2002 roku